# Fischers wida
De Fischers wida (Vidua fischeri) is een vogel uit de familie van de Viduidae.

## Verspreiding en leefgebied
Deze soort komt voor in het oosten van Afrika, met name van zuidoostelijk Soedan tot Ethiopië, Somalië, Oeganda en Tanzania.